# Église de la Sainte-Famille d'Annonay
L'église de la Sainte-Famille est érigée dans la commune d'Annonay, département de l'Ardèche en région Auvergne-Rhône-Alpes. Son architecture de style contemporain est l'œuvre de l'architecte André Devys. L'édifice est situé dans le quartier des Perrières au nord du centre d'Annonay, rue Albert-Schweitzer.

## Historique
Les documents cités dans la bibliographie de l'article permettent d'établir la chronologie suivante : 
- 1925 : Joseph Besset achète un terrain à « Ma Campagne » pour y installer les ateliers de sa carrosserie (fondée en 1913). Ils deviendront Iveco Bus.
- 1949 : Vincent Auriol, président de la République, pose la première pierre d’un nouveau quartier d’Annonay : la cité des Perrières (11 juin).
- 1957 : mille habitants aux Perrières, des écoles, des commerces, de plus en plus d’immeubles, des lieux de cultes éloignés. Premières réunions des catholiques du quartier. Réflexions sur la création d’une paroisse (janvier - février). Nomination d’un curé pour la « future paroisse des Perrières » (9 mars). Projet d’une église et d’un foyer paroissial : obtention du permis de construire, début du terrassement (6 avril) et lancement d’une souscription publique (5 mai). Première messe aux Perrières et bénédiction d’une croix marquant l’emplacement de la future église (8 septembre). Début du chantier de construction dans l’ancienne propriété Berger devenue propriété diocésaine d'une église provisoire devant devenir foyer paroissial en attendant la construction de l'église définitive (14 octobre).
- 1958 : réception des entrepreneurs et partage du verre de l’amitié lors de la pose de la toiture (22 mars). Signature du décret d’érection de la paroisse par Alfred Couderc, évêque de Viviers (15 mai). Première kermesse paroissiale à proximité du chantier (7 et 8 juin). Ouverture et bénédiction d’un nouveau lieu de culte à Annonay (7 septembre). Le programme de construction est revu, l'édifice deviendra lieu de culte définitif au fil des décennies. La croix de 1957 demeure au sud du site paroissial.
- 1960 : consécration de l’autel renfermant des reliques de saint Étienne et de saint Agrève (10 janvier).
- 1965-1970 : réaménagement du chœur pour pouvoir « célébrer face au peuple » à l’issue du concile Vatican-II
- Années 1990 :	campagne de travaux à l'intérieur de l'église.
- 2002 : profanation de l’église (31 décembre). L’ensemble du site est réaménagé.
- 2003 : création de la paroisse « Sainte-Claire » d’Annonay, de Roiffieux et de La Vocance par fusion des paroisses catholiques existantes (1er janvier).
- 2009 : spécialisation cultuelle des églises catholiques d’Annonay. La Sainte-Famille : une église et un site intéressant pour des célébrations avec des enfants, des malades ou en plein air. L’église accueille aussi des messes dominicales, diverses célébrations comme des « célébrations pénitentielles », et une partie des funérailles des Annonéens[1].
- 2012 : campagne de travaux à l'intérieur de l'église.
- 2013 - 2015 : le projet de rénovation urbaine du quartier du Zodiaque mise en œuvre depuis 2010 entraine une reconfiguration cadastrale du site de la Sainte-Famille avec des acquisitions et des transferts de propriété entre l’association diocésaine de Viviers et la ville d’Annonay. La ville d’Annonay crée un parking devant l’entrée du site et une nouvelle liaison vers le parc de Déomas. Suivant l’engagement pris par le conseil municipal du 13 mai 2013, la croix sur socle de pierre bénite le 8 septembre 1957 est déplacée durant la première quinzaine de juillet 2015 d’une dizaine de mètres plus au nord. La paroisse Sainte-Claire en profite pour la rénover. Ce petit monument garde le souvenir de la première messe « aux Perrières » et du projet initial d'aménagement du site.
- 2021 : création de la paroisse « Bienheureux Gabriel Longueville » du Bassin d'Annonay par fusion des paroisses « Sainte-Claire » d’Annonay, de Roiffieux et de La Vocance et « Saint-Christophe lès Annonay » (1er mai) [2].
- 2022 : rénovation des toitures (novembre)

## Description générale
L’église a été bâtie en partie en pierres du Pilat par l’entreprise Parriche. Ses plans et son style s’inspire des églises rurales d’autrefois : une nef unique sans transept. Le bâtiment mesure 36 m de long pour 11,20 m de large. Il comporte un préau de 2 m de large sur toute la longueur de la façade principale. La surface de l’ensemble est d’environ 403 m2 (475 m2 en tenant compte du préau). Pas de clocher ici, mais sur le pignon, se trouve un campanile œuvré par le ferronnier annonéen Montélimard.

## Vocable
« La Sainte Famille » a été choisi comme patronne de l’église par les fidèles du quartier car, en 1957, il était essentiellement composé de familles avec des enfants en bas âge. D’autres vocables avaient été cependant proposés : « saint Pie X » ou « Le Saint Esprit ».

## Visite de l'édifice

### Le sanctuaire

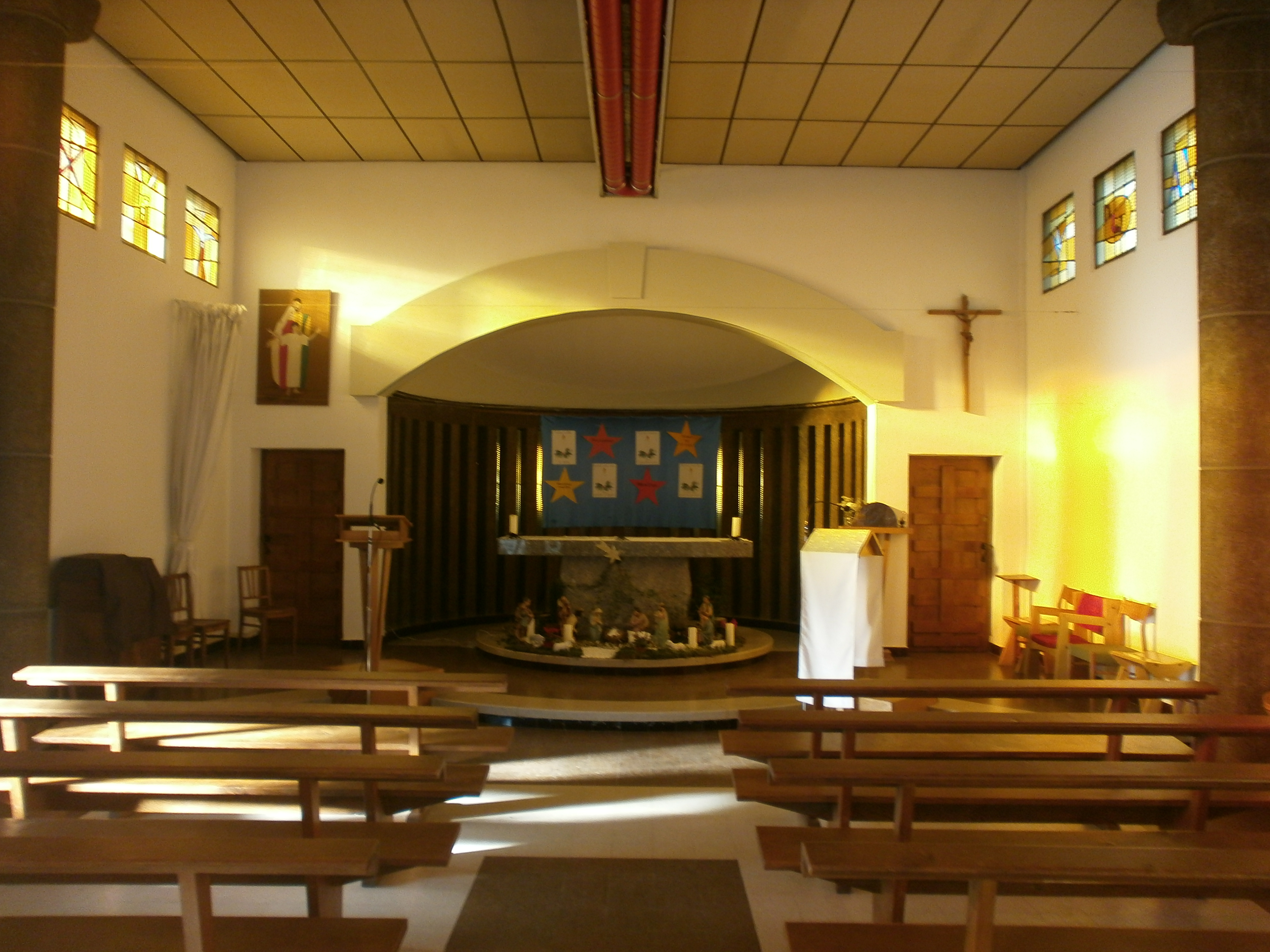
Intérieur de l'église.

Dans le chœur de l’édifice se trouvent plusieurs éléments aux fonctions liturgiques précises :
- la croix,
- l’ambon et le pupitre d’animation en chêne. Leur unique pied est travaillé,
- l’autel, œuvre du marbrier annonéen Gay. La table en granite bleu des Pyrénées repose sur un pied massif taillé dans un seul bloc du même granite,
- le tabernacle est ici un coffre recouvert de cuivre martelé posé sur un petit autel dont le pied en chêne rappelle celui de l’ambon et du pupitre d’animation.

Dans le chœur, se trouve aussi le siège de présidence : un fauteuil à l’assise rouge.
La menuiserie et le mobilier en bois (excepté la charpente) a été confectionné par Maurice Palayer, jeune artisan et ancien enfant de chœur -turiféraire exactement- du curé Poinas résidant en 1957 à la paroisse Saint-François et qui gérait les travaux de l'église en construction. Les bancs de 3 m de long sont faits d'un seul tenant avec du chêne de Bourgogne.

### Vitraux
Des vitraux éclairent le chœur de l’église. À gauche de l’autel, trois verrières forment un triptyque représentant la Trinité.
À droite les trois vitraux figurent :
- L’alpha et l'oméga.
- La salutation mariale.
- L’Eglise.

### Sculptures

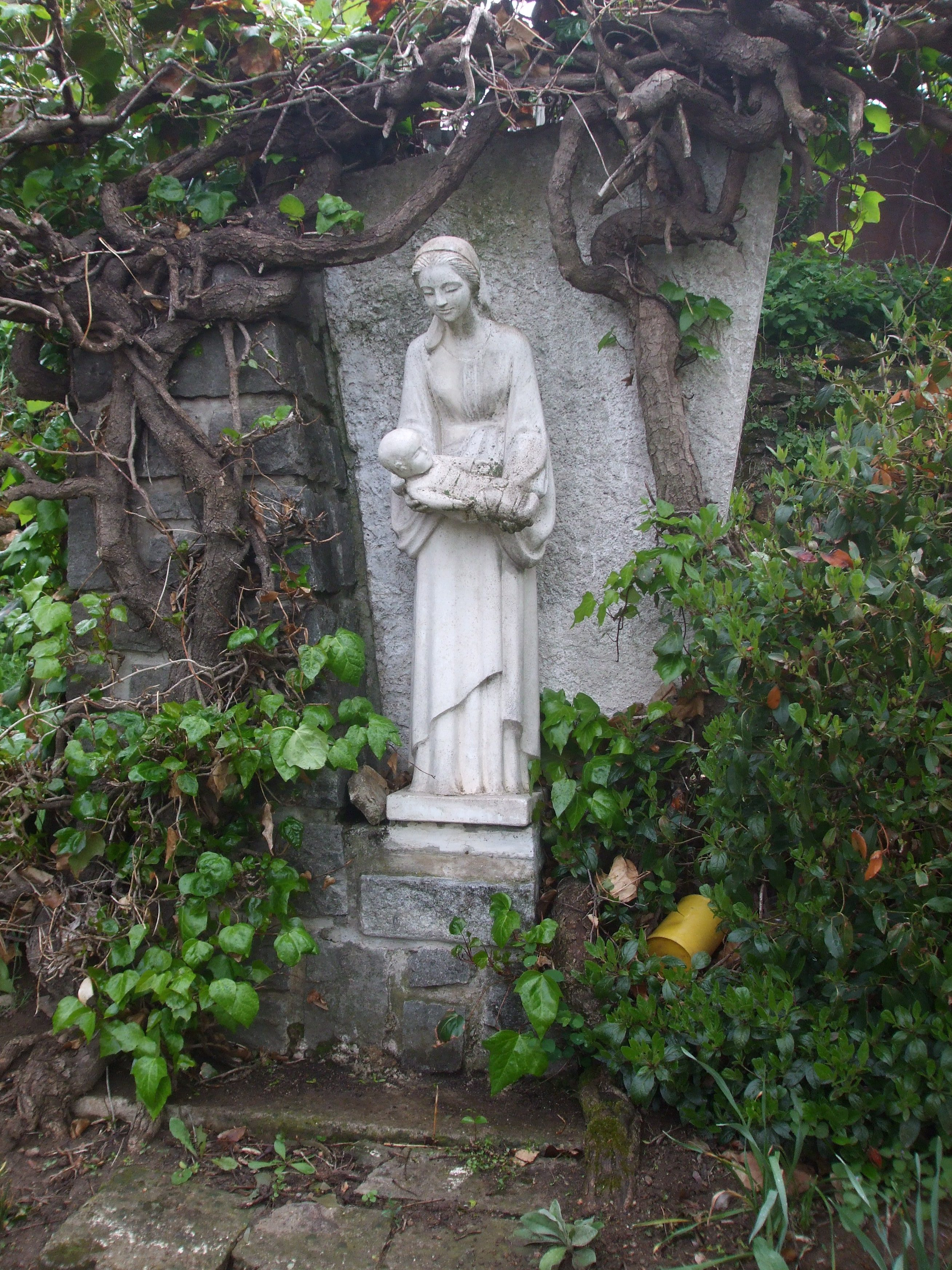
Statue "Notre-Dame de la Famille".

Dans le jardin d’agrément autour de l’église se trouve une statue : Notre-Dame de la Famille. Cette sculpture, bénite le 27 mai 1962, a été restaurée dans les années 1990.
Dans l’église se trouve un christ en croix.

### Tableau
Dans le chœur à gauche, un tableau : La Sainte Famille.

### Autre élément
La balustrade du préau en fer forgé est constituée par la date de bénédiction de l’église : 7 septembre 1958.

### Cloche
Une seule cloche est suspendue dans le campanile. Ses inscriptions : « - PARRAIN Sr JEAN DACHIS - MARRAINE MARIE ????ON - - ? MICHALON FONDU EN DECEMBRE 1821 - - BURDIN FONDEUR LYON - » Elle porte en effigie : un Christ en croix et une Vierge à l’Enfant.

## Chronologie des curés

### 1958 – 1971
Un curé et des vicaires ont la charge de la paroisse dont le territoire correspond au quartier.

### 1971 – 2003
Une équipe presbytérale dont les membres sont « curés in solidum » (responsables solidairement) a la charge de l’ensemble des paroisses catholiques d’Annonay, de Roiffieux et de Vidalon.

### 2003 – 2021
Avec la création de la paroisse Sainte-Claire dont le territoire comprend Annonay, Roiffieux et la vallée de La Vocance, une équipe d’animation pastorale (E.A.P.) composée de laïcs en mission et de prêtres nommés « curés in solidum » à la charge de la paroisse nouvelle.

### Depuis 2021
Avec la création de la paroisse « Bienheureux Gabriel Longueville » dont le territoire correspond au bassin de vie d'Annonay, une équipe d’animation pastorale (E.A.P.) présidée par un prêtre nommé « curé » à la charge de la paroisse nouvelle.